# La Laja (Atacama)
La Laja es una paraje chileno ubicado en la Provincia del Huasco, Región de Atacama. Se ubica en la parte superior del Valle del Huasco.

## Historia
Este paraje fue anteriormente una localidad habitada. La construcción del Embalse Santa Juana obligó a sus habitantes a trasladarse al poblado de Alto del Carmen. Actualmente hay solo algunos predios que se cultivan junto al embalse y al interior de la quebrada del mismo nombre.
Este poblado fue trasladado en el año 2005, perdiéndose su antigua iglesia.Muchos de sus pobladores fueron trasladados a Alto del Carmen.
El año 2007, con las fuertes lluvias caídas en ese invierno, el Embalse Santa Juana logró llenarse por completo, inundando las ruinas del poblado, cuyas bases y estructuras quedaron bajo las aguas.
Su poblamiento se encuentra asociado a antiguos pobladores prehispánicos que habitaron el valle y sus quebradas. En la quebrada de La Laja aún se conservan unos pocos vestigios arqueológicos con pinturas rupestres, que se encuentran protegidas por la Ley 17.288.

## Turismo
Este paraje se encuentra ubicado junto al camino que va de Vallenar a Alto del Carmen, en el área de inundación del Embalse Santa Juana.
Gracias a la presencia de vegetación y aguas somera del Embalse, este lugar es un buen sitio para la observación de avifauna, especialmente de patos silvestres. También se pueden realizar excursiones de trekking en la quebrada de La Laja y visitar los distintos puntos de interés histórico y arqueológico.

## Accesibilidad y transporte
El paraje de La Laja se encuentra ubicada junto al Embalse Santa Juana y próximo a la localidad de El Maitén.
Las excursiones guiadas desde Vallenar hasta Alto del Carmen pasan por este histórico lugar.
Existe transporte público diario a través de buses de rurales desde el terminar rural del Centro de Servicios de la Comuna de Alto del Carmen, ubicado en calle Marañón 1289, Vallenar.
Si viaja en vehículo propio, no olvide cargar suficiente combustible en Vallenar antes de partir. No existen puntos de venta de combustible en la comuna de Alto del Carmen.
A pesar de la distancia, es necesario considerar un tiempo mayor de viaje, debido a que la velocidad de viaje esta limitada por el diseño del camino. Se sugiere hacer una parada de descanso en algún punto del Embalse Santa Juana para hacer más grato su viaje.
El camino es transitable durante todo el año, sin embargo es necesario tomar precauciones en caso de eventuales lluvias en invierno.

## Alojamiento y alimentación
En la comuna de Alto del Carmen existen pocos servicios de alojamiento formales, es posible encontrar en el poblado de Alto del Carmen, se recomienda hacer una reserva con anticipación.
En las proximidades a La Laja no hay servicios formales de Camping, sin embargo se puede encontrar algunos puntos rurales con facilidades para los campistas en La Junta y en Alto del Carmen.
Los servicios de alimentación son escasos, existiendo en Alto del Carmen algunos restaurantes.
En muchos poblados hay pequeños almacenes que pueden facilitar la adquisición de productos básicos durante su visita.

## Salud, conectividad y seguridad
El paraje de La Laja no tiene servicios. En el poblado de Alto del Carmen se cuenta con servicio de electricidad, iluminación pública y red de agua potable.
En Alto del Carmen existe un Reten de Carabineros de Chile y un Centro de Salud Familiar dependiente del Municipio de Alto del Carmen.
En La Laja, no hay servicio de teléfonos públicos rurales, sin embargo existe señal para teléfonos celulares.
El Municipio de Alto del Carmen cuenta con una red de radio VHF en toda la comuna en caso de emergencias.
En el poblado de Alto del Carmen hay servicio de cajeros automáticos, por lo que se sugiere tomar precauciones antes del viaje. Algunos almacenes de este poblado cuentan con servicio de Caja Vecina.